# محمد سعيد سيف
محمد سعيد سيف كاتب يمني. ترجمت له رواية انتظار إلى اللغة الإنجليزية وظهرت في عام 1988 ضمن مختارات الأدب العربي الحديث.

الكاتب محمد سعيد سيف الشيباني